# Rachia lineata
Rachia lineata är en fjärilsart som beskrevs av Matsumura 1925. Rachia lineata ingår i släktet Rachia och familjen tandspinnare. Inga underarter finns listade.